# Центр керлінгу Каннин
Центр керлінгу Каннина (кор. 강릉 실내 빙상 경기장) — льодова арена, розташована в прибережному південнокорейському місті Каннин, одна з арен зимових Олімпійських ігор 2018 року. Будівництво почалося в 1998 році. У 2017 році Центр приймав Чемпіонат світу з керлінгу серед юніорів. Під час Олімпіади ковзанка вмістить 3 тисячі людей. На час проведення Олімпійських ігор майданчик використовується для змагань з керлінгу, а під час параолімпійських ігор — з керлінгу на інвалідних візках.
Спочатку льодову арену планували використовувати для проведення хокейних турнірів. Перший поверх критого стадіону можна залити льодом при необхідності, на підземному ж поверсі знаходиться стаціонарна льодова арена, яку сьогодні в більшій мірі використовують для керлінгу.